# Viðoy
Viðoy (dansk Viderø) er Færøernes nordligste ø, og er med sine 41 km² den næststørste af de seks øer i regionen Norðoyar. Viðoy betyder egentlig vedø og skyldes det drivtømmer, som driver på land i Viðvík på østsiden af øen. Øen er inddelt i to kommuner, Viðareiði på nordøstkysten og Hvannasund på sydøstkysten, hvor øens to eneste bygder, Viðareiði og Hvannasund ligger. Den 1. januar 2013 havde Viðoy 597 indbyggere, mod 520 i 1985.
Viðareiði er omgivet af dyrkede græsmarker, mens store dele af øen henligger som fjeldenge til græsning.

## Bygder
Viðareiði med 352 indbyggere (2020). Bygden har vejforbindelse med Norðoyars regionale tyngdepunkt, Klaksvík, via en dæmning og et tunnelsystem. Der er landingspladser for mindre både ved Eiðsvík øst for bygden og ved Leiti syd for. Der er et hotel, to restauranter, købmand, skole, børnehave og en laksefarm. Flere gange om dagen er der busforbindelse fra Klaksvík. Forfatteren og sprogforskeren Christian Matras blev født i Viðareiði.
Hvannasund med 248 indbyggere (2020) har, som de fleste gamle bygder på Færøerne, udviklet sig fra et bondesamfund til et moderne fiskeri- og industrisamfund. Der er to store havbrug og en fiskefabrik. Havnen i Hvannasundi ejes i fællesskab af Hvannasund og Viðareiði

## Geografi
Viðoy ligger øst for Borðoy, som den er forbundet med via en dæmning. Hvannasund og Viðareiði er på sin side forbundet med en vej langs vestkysten. Det meste af øen har høje stejle fjelde, med høje og stejle klipper langs havet. mens der er dybe dale og halvskålede formede dale på østsiden. Her ligger også den nordvendte bugt Viðvík
I alt har øen elleve fjeldtoppe. Det højeste fjeld er Villingadalsfjall (841 moh.), som også er øgruppens nordligste. På nordkysten ligger også Enniberg (754 moh.), som er blandt verdens højeste havklipper, og er også Færøernes nordligste punkt. Enniberg er Europas næsthøjeste havklippe, efter Hornelen i Norge. Enniberg har ingen vardestier, og det anbefales at kun erfarne klatrere bevæger sig i området.
På den sydlige del af øen ligger den 2 km lange vig Viðvík. Det forholdsvis utilgængelige Viðvík var et vigtig indsamlingssted for drivtømmer (viður). Bugten er godkendt til grindefangst, men det er kun sket 10 gange i historien: 28. november 1804, 31 juli 1815], 21. februar 1829, 3. juli 1833, 6. august 1847, 16. august 1942, 30. december 1971, 27. september 1986, 10. november 2010 og 21. juli 2013. Der organiseres af og til vandreture fra Hvannasund til Viðvík, men der er ikke nogen egentlig vandresti.
Øens nord- og østkyst har er klassificeret som et vigtig fugleområde af organisasjonen BirdLife International, grundet områdets betydning som yngleplads for søfugle, specielt lille stormsvale (500 par), ride (5 300 par), lunde (25 000 par), lomvie (6 700 individer) og tejst (200 par).

## Historie
Bygdene Viðareiði og Hvannasund er første gang nævnt i henholdsvis Hundebrevet fra 1300-tallet og i 1584.
I Viðareiði ligger Viðareiðis kirkja og præstegården Ónagerði, hvor hovedpersonen i Jørgen-Frantz Jacobsens roman Barbara, præstekonen Beinta Broberg, boede i 1600-tallet. De nuværende bygninger på gården er fra 1892. Gården huser desuden kirkesølv, givet i gave fra Storbritannien som tak for redningen af besætningen på briggen «Marwood», som forliste udenfor Viðoy i 1847.
Under den 2. verdenskrig på Færøerne Langfredag den 23. april 1943 fløj en engelsk Catalina-flyvebåd ind i fjeldsiden ved Viðvíksrók. Catalinaen var formentlig på vej til Norge med en penge- og persontransport, da ulykken, som krævede otte menneskeliv, skete. Der ligger stadig vragrester fra flyet ude ved Viðvíksrók.

## Galleri
- Viðoy set fra Hvannasund
- Hvannasund m
- Viðareiði Kirke. I baggrunden ses Kalsoy og Kunoy
- Viðareiði
- Den nordlige del af Viðoy med Malinsfjall til venstre og Villingadalsfjall med Enniberg til højre. I midten ses Viðareiði.

## REferencer
1. ↑  Joensen, Robert (1968). "Hvussu gomul er bygdin". Varðin (færøsk). Arkiveret fra originalen 15. juli 2015. Hentet 26. januar 2013.